# 水戸泉政人
水戸泉 政人（みといずみ まさと、1962年9月2日 - ）は、茨城県水戸市出身で高砂部屋所属の元大相撲力士。最高位は東関脇。本名は小泉 政人（こいずみ まさと）。身長194cm、体重192kg（最高200kg、1996年1月場所）、現在は年寄・錦戸、得意手は突っ張り、左四つ、寄り、上手投げ。愛称は「水戸ちゃん」、「イズミちゃん」など、趣味は油彩画。

## 来歴

### 新入幕まで
幼少の頃に父を亡くし弟の昭二（元十両13・梅の里）とともに母1人の手で育てられた。茨城県水戸市立飯富中学時代には母の勧めで柔道に打ち込み初段になる腕前の持ち主だった。1977年の暮に力士のサイン会に行った。本人は貴ノ花のサイン会だと思っていたそうだったが実は高見山と富士櫻のサイン会だった。この時髙見山に「大きねーお相撲さんにならないかい」と勧誘される。数日後には高砂親方からも勧誘され、入手困難だった29cmの靴をもらって入門を決めた。水戸泉の四股名は出身地の水戸、本名小泉、そして「枯れることなき泉のごとく出世を」という願いを込めて髙砂が命名した。
部屋の同期生に長岡（のち大関・4代朝潮、幕下付出）がおり、彼から手ごろな稽古相手と目をつけられていた。7歳も年上で、尚且つ二度の学生横綱を獲得した朝潮との稽古は中学卒業間もない少年には辛いものだったが、これが後々の財産になった。朝潮とのエピソードは数多く残り、洗濯して干していた朝潮のパンツを神社に置き忘れて叱られた逸話などが伝わっている。1979年9月ごろ挫折に耐えかね相撲に見切りをつけようとした朝潮に対し、「今日稽古はどうしたんですか?」とさりげなく声を掛けて立ち直らせたとも伝わっている。
新十両の場所の8日目から付人の奄美富士の「勝ち星に恵まれないときはせめて塩だけでも景気よくまいたらどうですか」という進言により、大量の塩を撒くようになった。初めの頃は1回目から大きく撒いていたが、後に制限時間いっぱいの時にのみ大きく撒くようになった。1回にとる塩の量は何と600gにもなったという。ロンドン公演で「ソルトシェイカー」 と紹介され、日本でも「水戸泉といえば豪快な塩まき」として定着した。同時代で同様に大量の塩を撒く力士には朝乃若がおり、対戦した際には豪快に撒き上げる水戸泉と叩きつける朝乃若の両者の塩撒きに観客が沸いた。
塩を撒いた後に顔、まわしを強く叩いて気合を入れる仕草も特徴である。これはいつごろからか無意識に始めていたもので、ある時飲み屋で居合わせたファンから指摘されて自分でも初めて気づいたという。イベントなどでやってみせてくれと頼まれることも多かったが、意識してやろうとするとうまくいかず苦労したと語っている。
一方で、制限時間まで立つ気がない仕切りを繰り返していたため一部の好角家に批判されることも多かった。貴闘力、浪ノ花ら時間前でも度々立つ力士との対戦で興をそぐことも多かった。

### 新入幕〜三役定着
1984年9月場所新入幕、入幕3場所目で11勝し初の三賞である敢闘賞。しかし1985年5月場所前に交通事故を起こして負傷し、2場所連続負け越して十両に陥落。この事故がきっかけで現役力士の自動車運転が禁止され、現在に至る。
1986年3月場所再入幕、5日目から11連勝で12勝3敗で敢闘賞、5月場所は負け越したが7月は10勝5敗、9月場所は関脇になった。しかしこの場所大乃国との対戦で左膝そく側副靭帯を断裂する重傷を負い、3場所連続休場で十両に落ちた。1988年3月場所再入幕。9月場所には小結で1横綱1大関に勝ち10勝5敗で殊勲賞。当然大きな飛躍が期待されたがまたしても大乃国との対戦で左足首に負傷。十両には落ちなかったがこれら2度の負傷には最後まで苦しむ事になった。その後は1989年九州場所で、1横綱1大関に勝ち11勝し5回目の敢闘賞など、平幕上位から関脇での活躍が続くが、しかし1990年後半は低迷。
特に1986年9月場所での負傷は、テレビ中継でも左膝が腫れているのが分かるような重傷を負い、医師からも「相撲はもう諦めるしかない」と言われたほどで、はじめてギプスをはずされて自分の青ざめた膝を見た時には、絶望的な思いになったという。一時期は引退も考えたが、療養に訪れたリハビリ施設で自分より若くして重度の障害を負った人たちの前向きな姿に励まされたのと、やはり「親孝行したい」という思いとで土俵に上がり続けた。
その後1991年3月場所から7場所連続で勝ち越し。うち6場所が8勝7敗で、さらにそのうち4場所が7勝7敗で千秋楽に勝ち越しをかけるという復調というには厳しい星取りだったが、とにもかくにも三役復帰を果たす。1992年3月場所には、千秋楽2敗で優勝を争っていた小結栃乃和歌を倒して同部屋の大関小錦の3回目の優勝をアシストした。
つづく1992年5月場所は10日目まで7勝3敗と好調だったが、腰痛の悪化の影響でその後5連敗して7勝8敗と8場所ぶりに負け越した。

### 史上24人目の平幕優勝者
続く1992年7月場所、西前頭筆頭に下がった水戸泉は、場所前のヨーロッパ遠征を腰痛により休場したことで、ハードスケジュールと時差ボケに苦しんで調整不足のまま場所を迎えたほとんどの力士と異なり好調の状態で土俵に上がった。場所前に新大関の曙が稽古中に左足小指を痛めて全休したのもチャンスであった。幕内昇進後初日から自身初の7連勝の快進撃で白星をどんどん積み重ねていく。中日で小結・貴花田（当時、のち貴乃花）に初黒星、10日目に大関・霧島に敗れ2敗はしたものの、それ以降も優勝争いの単独首位を走っていた。場所中、好成績を目当てとした意図的なヨーロッパ巡業への不参加ではないかという批判が集中したが本人は「ホントは、オレだってヨーロッパに行きたかったんだ」と本当に怪我の影響で巡業を全休したのだと強調。終盤戦、13日目の関脇・琴錦戦では立合いの頭突き一発で突き落とし、14日目には前頭12枚目の貴ノ浪にも上手投げで勝って12勝2敗とした。その貴ノ浪との相撲では、若さに任せた相手の寄りをギリギリで残し、さらに左外掛けにくる貴ノ浪を吊り上げるような上手投げで逆転。その後10勝3敗と1差で追っていた小結の武蔵丸、大関の小錦と霧島の3力士全員が負けて、その瞬間水戸泉初めての平幕優勝が決まった。水戸泉は支度部屋で、14日目で優勝が決まる可能性があったため待機はしていたが、まさかその3敗陣の3人が総崩れとは自身全く想像もしなかったため、3敗勢最後の1人である霧島が負けた瞬間には思わず「ウソーっ!?」と驚いた後、弟の梅の里と二人して抱き合って涙ぐんだ。その嬉し泣きぶりは当時を知る記者の感覚では、それまで見たことが無いような派手な嬉し泣きであったという。奇しくも当時の高砂親方である富士錦が現役時代、1964年に平幕優勝した時と同じ名古屋の土俵だった。千秋楽も勝って13勝2敗の成績を収めた。なお平幕優勝者は、1909年に優勝制度が確立して以降水戸泉が史上24人目であるが、前年の1991年7月場所に琴富士、同年9月場所に琴錦、同1992年1月場所には貴花田と、わずか1年の間に4人もの平幕優勝者が出るという非常に珍しい出来事となった。
優勝パレードでは当時大関で、優勝を争った小錦が優勝旗の旗手を務めた。大関力士が下位の力士の優勝で旗手をつとめることは珍しく、小錦は一部から「天下の大関が、平幕力士の旗手をするとは何事か」と批判を浴びたという。しかし高砂部屋入門時から小錦にとって水戸泉は共に下積み生活を送った間柄でよき相談相手で兄貴分でもあり、また入門時から長く稽古相手をしていた仲でもあった。小錦は「僕の3回の優勝の他、先場所（1992年5月場所）では曙の旗手までさせてしまった。水戸関は僕の恩人だから、誰がなんと言おうと僕が旗を持つ」「これまでオレが優勝した3回とも水戸関が旗手をやってくれた。これはホンのお返しさ」と小錦が「恩返し」の意味で自分から願い出たことだった、という。小錦は4敗を喫した際、水戸泉の優勝を確信したとも取れるような表情を花道で浮かべていた。

### 優勝後～現役引退
翌1992年9月場所は西張出関脇に昇進、ここでも8勝7敗と勝ち越して7月場所の優勝がまぐれではなかったことを印象付けた。1992年11月場所は成績次第では大関取りだったが、またしても左足の負傷で1勝12敗2休に終わり平幕に下がる。1993年より、「政人では政治家みたいで力士としてしっくりこない」と、四股名を水戸泉眞幸と改名する。しかし膝の故障が多発してそれ以降は三役に復帰できなかった。1999年5月場所で十両に陥落し、その後幕内に戻ることはなかった。その後もしばらく現役を続け、蔵前国技館で幕内を務めた力士の最後の生き残りとして38歳まで現役を続けたが、2000年9月場所を最後に引退、年寄・錦戸を襲名した。幕内在位79場所で休場が99回は、横綱・大関を除けば当時過去最多の休場数であったため、「怪我のデパート」などと言われた。断髪式の際には470人もの参列者が鋏を入れたが、雑誌『相撲』によるとこれは史上最多の人数とされている。なお近年では2015年1月31日に国技館で行われた若荒雄の断髪式で450人の参列者が鋏を入れた記録が残っている。

### 引退後
協会内では長く審判委員を務めている。現役時代の1998年には6代高砂と養子縁組し、一時は高砂部屋の後継者に指名されたが、婚約破棄問題で辞退した。2002年に高砂部屋から分家独立して錦戸部屋を創設した。部屋の玄関の横には本人の優勝額が掲げられている。
2014年4月には協会役員以外の親方で構成する年寄会の会長に選出された。会長就任に当たり、形式的になっていた総会の在り方を見直す意向を示し「連絡網をしっかりして、何かあった時にすぐ集まれるようにしたい。相撲協会のために皆さんの意見を取り入れながら、いい年寄会にしていきたい」と表明した。
2016年2月12日、22歳年下のソプラノ歌手の小野友葵子と結婚したことを発表した。
同年10月28日、『爆報! THE フライデー』（TBS）に出演し、折から一部週刊誌で「親方への反発で弟子が相次いでやめた」と報じられたことに対して「たまたま（弟子の）年齢もありましたし、怪我とか病気で辞めていったのが重なった」と説明。そして、弟子の人数が減って3人しかいなくなったことで収入源である相撲協会からの支給金が減少し、毎月赤字で厳しい状況であることを明かした。さらに自身が末期の腎不全に侵され長時間の人工透析をしており、そのために稽古に出られない日もあったことも明かした。妻も週刊誌で豪遊生活を送っていると報じられ、女将失格とバッシングを受けたが、同番組内では朝7時から相撲部屋の家事を済ませ、稽古に出られない親方の代わりに申し合い稽古の番数をグラフにし、弟子たちの食事を作ったり、弟子たちを居酒屋に誘い出し悩みを聞いたりと女将業をこなす場面が紹介された。
2016年8月に審判委員を退任したが、2018年3月28日の職務分掌にて役員待遇委員に昇格し、審判部副部長に就任した。
2019年3月8日、体調不良のため、3月場所の休場が報じられ、高田川副部長が全15日間の審判長を務める予定となった。
2020年8月6日、弟子の極芯道が阿炎に同伴して相撲協会の新型コロナウイルス対応ガイドライン違反行為を行ったため、譴責処分を受けた。
2021年3月場所は4日目から体調不良で休場。芝田山広報部長は「発熱とかはないけど、きょうから錦戸親方が休場する。あんまり体が良くないから審判長も交代でやってたけど」と話した。
2022年1月場所初日（9日）に妻が新型コロナウイルスに感染していることが判明し、翌日（10日）に自身の感染も判明した。所属力士4人とともに1月場所休場となり、10代錦戸は感染判明後に体調が悪化。高熱が出たことと基礎疾患があったことから、保健所指定の隔離病棟に入院して治療を受け、14日目（22日）に熱が下がったため退院したことをブログで報告した。
2022年3月30日に発表された職務分掌により、役員待遇委員に任命されたことが明らかとなった。

## エピソード
天井めがけて山盛りの塩を巻く派手な仕草で人気があり、ソルトシェーカーと言われた。得意の左四つ右上手の体勢になった際の強さは圧倒的なもので（本来の利き手は、左利きである）、パワフルな吊り気味の寄りを得意とした。右上手投げの威力も絶大であり、横綱貴乃花を投げ飛ばしたこともある。このため水戸泉と対戦する力士らは総じて右上手を警戒しており、その攻防が取り口の中で最大の見せ場といえる。ただし水戸泉も右四つが不得手というわけではなく、懐の深さを活かした引き、相手の差手を極めるなどの対抗策をしばしば見せている。
日本人離れした恵まれた体格とパワーを持ち合わせ、新弟子時代から将来を期待されていた。しかし腰が高く、脇が甘いため相手にもろ差しになられ、ばんざいの状態から肩越しに廻しを取る相撲も多く、膝がつっかえ棒のようになることも珍しくなかった。そのため押し相撲と対戦すると呆気なく土俵を割ることも珍しくなく、上半身の強さと下半身の脆さが同居し、大乃国などの巨漢の右四つ力士と対戦して良くない膝へ更に大きな負担をかけることが常態化していた。その潜在能力の高さは北の富士も「膝の故障がなければ当然大関」と公言しているほどであり、度重なる怪我で大関取りが阻まれたことが悔やまれる。
「幼い頃から苦労をかけた母に少しでも親孝行がしたい」と言って力士になり、その後も常々語っていた。実際幕内優勝を果たす前、実の母親から水戸泉に対して「いつも優勝パレードでは旗持ちばかりして。たまにはあなたが優勝して、誰かに優勝旗を持たせるようにしなさいよ!」と奮起を促したことがあったという。しかし、その水戸泉がその後正真正銘の幕内優勝を成し遂げたことで、立派に親孝行を果たせたといえよう。
同じ高砂一門に九重部屋の千代の富士と北勝海、また東関部屋の曙ら横綱陣や、さらに同部屋には大関の小錦がいたため、優勝パレードの旗手役の常連でもあった。実際初優勝力士を出した部屋では、優勝パレードの次第がわからなかったら水戸泉に聞きにいく、とまで言われた。なお、水戸泉自身の平幕優勝時のパレードでは、小錦が旗手を務めてくれたにもかかわらず、「いつものように自分が優勝旗を思わず持ちそうになってしまった」と苦笑いしながら語っている。
忘れられない取組として、千代の富士にはじめて勝った1989年7月場所中日の一番と、物言いにつぐ物言いで3回取り直しとなった末に辛勝した1988年5月場所初日の霧島戦をあげている。
自分の付け人でやめようとしているものがいると、屋台に呑みにつれだして説得。「俺も昔は弱かったんだよ」と語っているうち、自分が泣き出してしまうことが多かったことから、知らず知らずのうちに「泣きの水戸泉」のあだ名がつけられていたという。入門当時、有形無形の差別に悩まされていた小錦も、この水戸泉の涙にほだされた一人だった。後に小錦は「入門当時、水戸関だけは差別なく優しく僕に接してくれた」と発言しており、水戸泉の思いやりのある人柄を賞賛している。
断髪式の後はオールバックにする元力士が多く見られる中、水戸泉はすぐに坊主頭にした。本人の弁ではその頃脱毛症に悩まされており、脱毛した部分が目立たないよう頭を丸めたという。現在は症状が改善されたためか再び髪を伸ばしている。
絵画をたしなんでおり、引退相撲のポスターには自画像（塩を撒く姿）が使われた。少年時代から暇を持て余すと、ノートの切れ端に落書きした。幼い頃に父を亡くしたため母は仕事で家を留守にすることが多く、買ってもらったクレヨンで好きな漫画を模写して寂しさを紛らわせた。手塚治虫、ちばてつや、ちばあきおなど巨匠たちの作品をスケッチしているうちにデッサン力がつき、「小学校3年生の時に市内の大会で表彰された」ほどの腕前になった。関取になって時間に余裕ができると、6代高砂夫人に紹介を受けて油絵を始めた。師事する先生に教わってヘラやくしで描くうちに、その表現の幅の広さに驚いた。「気が付くと食事も取らず、5、6時間も描き続けちゃう」ことから、本場所中は自粛していたほど。長続きする「趣味」と謙遜するが、2023年時点でも絵画展に出展したり、後援者に宛てる手紙に気に入った風景を添えたりしているとのこと。
プロ野球では自他ともにみとめる大の読売ジャイアンツファンで、自分が幕内優勝を争っていた1992年7月場所でも、「優勝の可能性? 100パーセントだ。もちろん、巨人のだよ」と報道陣を煙に巻いていた。ちなみに、同年の巨人はヤクルトスワローズに2ゲーム差の2位に終わった。
ゲームファンでもあり、『ドラゴンクエスト』に熱中するあまり、当時付き人だった闘牙にまでレベル上げを頼んだという逸話が残っている。闘牙は引退後の2012年から錦戸部屋の部屋付親方となっている。
審判委員を務めていた2007年9月場所11日目、豪栄道-豪風戦の取組前に、突然大量のチラシを持った女性客が土俵に上がろうとするハプニングが発生、西土俵下で控えていた高見盛らと共に、その女性を引き摺り下ろした。
2020年7月場所で照ノ富士が幕尻優勝した際は後手を踏んだ取組編成が一部報道で問題視され、審判長を務めた錦戸は場所11日目の段階でも「玉鷲（12日目の相手）に勝てば三役に持っていかないと」と悠長に構えていたとされる。

## 主な成績
- 通算成績：807勝766敗162休 勝率.513
- 幕内成績：530勝556敗99休 勝率.487
- 現役在位：136場所
- 幕内在位：79場所
- 三役在位：11場所（関脇4場所、小結7場所）
- 三賞：7回 
  - 殊勲賞：1回（1988年9月場所）
  - 敢闘賞：6回（1985年1月場所、1986年3月場所、1986年7月場所、1988年5月場所、1989年11月場所、1992年7月場所）
- 各段優勝
  - 幕内最高優勝：1回（1992年7月場所）
  - 十両優勝：1回（1986年1月場所）
  - 幕下優勝：1回（1984年3月場所）
- 金星：なし
  - 三役時代に6度横綱に勝利しているが、平幕では全敗に終わり引退まで金星は獲得できなかった。

### 幕内成績
| | 一月場所 初場所（東京） | 三月場所 春場所（大阪）   | 五月場所 夏場所（東京） | 七月場所 名古屋場所（愛知） | 九月場所 秋場所（東京）   | 十一月場所 九州場所（福岡） |
| --- | ----------------------- | ------------------------- | ----------------------- | --------------------------- | ------------------------- | --------------------------- |
| 1978年 （昭和53年） | x                       | （前相撲）                | 西序ノ口32枚目 5–1–1    | 東序二段74枚目 4–3          | 東序二段55枚目 3–4        | 西序二段63枚目 4–3          |
| 1979年 （昭和54年） | 西序二段46枚目 4–3      | 東序二段24枚目 4–3        | 西序二段10枚目 2–5      | 東序二段35枚目 5–2          | 東三段目88枚目 5–2        | 西三段目57枚目 4–3          |
| 1980年 （昭和55年） | 西三段目43枚目 5–2      | 東三段目11枚目 1–1–5      | 西三段目41枚目 3–4      | 西三段目53枚目 5–2          | 西三段目21枚目 休場 0–0–7 | 西三段目60枚目 休場 0–0–7   |
| 1981年 （昭和56年） | 西序二段14枚目 5–2      | 西三段目70枚目 休場 0–0–7 | 西序二段31枚目 6–1      | 西三段目61枚目 4–3          | 西三段目47枚目 7–0        | 東幕下43枚目 4–3            |
| 1982年 （昭和57年） | 東幕下29枚目 6–1        | 西幕下5枚目 4–3           | 西幕下2枚目 2–5         | 西幕下12枚目 3–4            | 西幕下23枚目 3–4          | 東幕下32枚目 5–1–1          |
| 1983年 （昭和58年） | 東幕下18枚目 休場 0–0–7 | 東幕下53枚目 休場 0–0–7   | 東三段目34枚目 6–1      | 東幕下51枚目 7–0            | 西幕下4枚目 3–4           | 東幕下12枚目 5–2            |
| 1984年 （昭和59年） | 東幕下5枚目 4–3         | 東幕下筆頭 優勝 7–0       | 西十両8枚目 9–6         | 東十両3枚目 11–4            | 西前頭11枚目 7–8          | 東前頭13枚目 8–7            |
| 1985年 （昭和60年） | 東前頭10枚目 11–4 敢    | 西前頭筆頭 7–8            | 東前頭2枚目 2–5–8       | 西前頭14枚目 3–12           | 西十両8枚目 8–4–3         | 西十両6枚目 8–7             |
| 1986年 （昭和61年） | 東十両4枚目 優勝 11–4   | 西前頭12枚目 12–3 敢      | 西前頭筆頭 6–9          | 東前頭6枚目 10–5 敢         | 西関脇 1–3–11             | 西前頭7枚目 休場 0–0–15     |
| 1987年 （昭和62年） | 西前頭7枚目 休場 0–0–15 | 西十両3枚目 6–9           | 西十両6枚目 8–7         | 西十両5枚目 5–10            | 東十両11枚目 10–5         | 西十両4枚目 9–6             |
| 1988年 （昭和63年） | 西十両2枚目 10–5        | 東前頭13枚目 9–6          | 東前頭8枚目 9–6 敢      | 東前頭2枚目 8–7             | 西小結 10–5 殊            | 東小結 0–2–13               |
| 1989年 （平成元年） | 西前頭8枚目 休場 0–0–15 | 西前頭8枚目 9–6           | 東前頭2枚目 8–7         | 西小結 7–8                  | 西前頭筆頭 9–6            | 東小結 11–4 敢              |
| 1990年 （平成2年） | 東関脇 7–8              | 東小結 2–9–4              | 東前頭7枚目 8–7         | 西前頭3枚目 6–9             | 東前頭7枚目 5–10          | 東前頭14枚目 8–7            |
| 1991年 （平成3年） | 東前頭11枚目 7–8        | 西前頭13枚目 8–7          | 西前頭12枚目 8–7        | 東前頭9枚目 10–5            | 東前頭2枚目 8–7           | 東前頭2枚目 8–7             |
| 1992年 （平成4年） | 東前頭筆頭 8–7          | 西張出小結 8–7            | 西小結 7–8              | 西前頭筆頭 13–2 敢          | 西張出関脇 8–7            | 西張出関脇 1–12–2           |
| 1993年 （平成5年） | 西前頭10枚目 8–7        | 西前頭7枚目 4–11          | 東前頭14枚目 10–5       | 西前頭5枚目 9–6             | 西前頭筆頭 4–10–1         | 東前頭11枚目 休場 0–0–15    |
| 1994年 （平成6年） | 東前頭11枚目 8–7        | 西前頭7枚目 4–11          | 東前頭14枚目 8–7        | 東前頭13枚目 8–7            | 西前頭11枚目 7–8          | 西前頭14枚目 8–7            |
| 1995年 （平成7年） | 東前頭13枚目 7–8        | 西前頭15枚目 9–6          | 東前頭7枚目 5–10        | 東前頭13枚目 8–7            | 東前頭9枚目 8–7           | 西前頭2枚目 8–7             |
| 1996年 （平成8年） | 西前頭筆頭 3–12         | 東前頭8枚目 7–8           | 東前頭10枚目 9–6        | 西前頭3枚目 4–11            | 東前頭8枚目 8–7           | 西前頭2枚目 4–11            |
| 1997年 （平成9年） | 東前頭8枚目 7–8         | 東前頭10枚目 8–7          | 東前頭6枚目 5–10        | 東前頭10枚目 8–7            | 東前頭6枚目 5–10          | 東前頭11枚目 8–7            |
| 1998年 （平成10年） | 東前頭10枚目 6–9        | 西前頭14枚目 9–6          | 東前頭10枚目 6–9        | 東前頭13枚目 8–7            | 東前頭8枚目 5–10          | 西前頭14枚目 8–7            |
| 1999年 （平成11年） | 西前頭11枚目 8–7        | 東前頭10枚目 5–10         | 東十両筆頭 5–10         | 東十両7枚目 9–6             | 東十両4枚目 6–9           | 東十両6枚目 8–7             |
| 2000年 （平成12年） | 東十両4枚目 8–7         | 西十両3枚目 5–9–1         | 西十両7枚目 休場 0–0–15 | 西十両7枚目 5–8–2           | 西十両11枚目 引退 1–12–0  | x                           |
| 各欄の数字は、「勝ち-負け-休場」を示す。 優勝 引退 休場 十両 幕下 三賞：敢=敢闘賞、殊=殊勲賞、技=技能賞 その他：★=金星 番付階級：幕内 - 十両 - 幕下 - 三段目 - 序二段 - 序ノ口 幕内序列：横綱 - 大関 - 関脇 - 小結 - 前頭（「#数字」は各位内の序列） |                         |                           |                         |                             |                           |                             |

### 幕内対戦成績
| 力士名     | 勝数 | 負数 | 力士名   | 勝数  | 負数  | 力士名   | 勝数 | 負数  | 力士名   | 勝数  | 負数 |
| ---------- | ---- | ---- | -------- | ----- | ----- | -------- | ---- | ----- | -------- | ----- | ---- |
| 蒼樹山     | 6    | 5    | 青葉城   | 1     | 2     | 安芸乃島 | 13   | 9     | 安芸ノ州 | 2     | 2    |
| 曙         | 0    | 11   | 朝乃翔   | 6     | 10    | 朝乃若   | 10   | 8     | 旭富士   | 6     | 9    |
| 旭豊       | 5    | 7    | 板井     | 6     | 6     | 恵那櫻   | 1    | 2     | 巨砲     | 6     | 3    |
| 大錦       | 1    | 0    | 大乃国   | 3     | 8     | 大乃花   | 1    | 0     | 大若松   | 1     | 0    |
| 小城錦     | 7    | 8    | 小城ノ花 | 8     | 4     | 魁皇     | 1    | 5     | 魁輝     | 3     | 0    |
| 海鵬       | 2    | 2    | 春日富士 | 10    | 8     | 巌雄     | 4    | 6     | 北勝鬨   | 8     | 6    |
| 旭豪山     | 2    | 0    | 旭鷲山   | 5     | 3     | 旭天鵬   | 2    | 0     | 旭道山   | 8     | 7    |
| 鬼雷砲     | 5    | 6    | 霧島     | 14    | 17(1) | 起利錦   | 4    | 3     | 麒麟児   | 0     | 6    |
| 金開山     | 0    | 2    | 久島海   | 11(1) | 2     | 蔵間     | 3    | 3     | 剣晃     | 1     | 3    |
| 高望山     | 1    | 2    | 五城楼   | 5     | 2     | 琴稲妻   | 14   | 13    | 琴ヶ梅   | 9     | 11   |
| 琴風       | 2    | 0    | 琴椿     | 4     | 3     | 琴錦     | 6    | 13(1) | 琴ノ若   | 7     | 9    |
| 琴富士     | 10   | 9    | 琴別府   | 3     | 6     | 琴龍     | 5    | 6     | 逆鉾     | 7     | 8    |
| 佐田の海   | 0    | 3    | 敷島     | 6     | 5     | 嗣子鵬   | 1    | 0     | 陣岳     | 3     | 7    |
| 大輝煌     | 1    | 0    | 大至     | 6     | 5     | 太寿山   | 8    | 8(1)  | 大翔鳳   | 8     | 8    |
| 大翔山     | 4    | 5    | 大善     | 2     | 2     | 大徹     | 4    | 3     | 大飛翔   | 1     | 2    |
| 貴闘力     | 9    | 13   | 貴ノ浪   | 6     | 7     | 貴乃花   | 5    | 13    | 孝乃富士 | 3     | 4    |
| 隆三杉     | 11   | 11   | 多賀竜   | 7     | 4     | 立洸     | 2    | 0     | 玉海力   | 1     | 0    |
| 玉春日     | 1    | 6    | 玉龍     | 2     | 1     | 千代大海 | 0    | 1     | 千代天山 | 0     | 1    |
| 千代の富士 | 1    | 10   | 出島     | 1     | 1     | 寺尾     | 16   | 16(1) | 出羽嵐   | 1     | 1    |
| 出羽の花   | 4    | 1    | 闘竜     | 1     | 1     | 時津海   | 2    | 1     | 時津洋   | 1     | 3    |
| 土佐ノ海   | 1    | 5    | 栃赤城   | 1     | 0     | 栃東     | 0    | 1     | 栃司     | 6     | 2    |
| 栃剣       | 2    | 1    | 栃乃洋   | 1     | 2     | 栃乃藤   | 1    | 1     | 栃乃和歌 | 13    | 18   |
| 栃纒       | 1    | 0    | 巴富士   | 4     | 2     | 智乃花   | 1    | 1     | 豊ノ海   | 5     | 4    |
| 浪之花     | 6    | 3    | 蜂矢     | 1     | 0     | 花乃湖   | 3    | 1     | 花ノ国   | 3     | 3    |
| 濱ノ嶋     | 6    | 9    | 肥後ノ海 | 6     | 7     | 日立龍   | 0    | 1     | 飛騨乃花 | 2     | 1    |
| 富士乃真   | 1    | 1    | 双羽黒   | 1     | 3     | 鳳凰     | 3    | 1     | 北天佑   | 7     | 6(1) |
| 北勝海     | 3    | 10   | 舞の海   | 11    | 6     | 前乃臻   | 2    | 0     | 舛田山   | 3     | 0    |
| 益荒雄     | 2    | 0    | 三杉里   | 17    | 7     | 湊富士   | 10   | 8     | 武蔵丸   | 3     | 10   |
| 武双山     | 1    | 5    | 大和     | 1     | 3     | 力櫻     | 1    | 0     | 両国     | 10(1) | 0    |
| 若嶋津     | 1    | 2    | 若翔洋   | 7     | 4     | 若瀬川   | 2    | 4     | 若の里   | 1     | 2    |
| 若ノ城     | 3    | 4    | 若乃花   | 8     | 8     | 和歌乃山 | 0    | 1     |          |       |      |

## 改名歴
1. 小泉 政人（こいずみ まさと）1978年3月場所 - 1981年5月場所
2. 水戸泉 政人（みといずみ まさと）1981年7月場所 - 1992年12月場所
3. 水戸泉 眞幸（みといずみ まさゆき）1993年1月場所 - 2000年9月場所

## 年寄変遷
1. 錦戸 眞幸（にしきど まさゆき）2000年9月 - 2000年11月
2. 錦戸 政人（- まさと）2000年11月 - 2002年9月
3. 錦戸 将斗（- まさと）2002年9月 - 2012年3月
4. 錦戸 眞幸（- まさゆき）2012年3月 -